# 阿爾哈姆
16°22′45″N 3°22′28″W / 16.37917°N 3.37444°W
阿爾哈姆（法語：Arham），是馬里的城鎮，位於該國中部，由通布圖區的迪雷省負責管轄，面積97平方公里，海拔高度324米，2009年人口3,147，人口密度每平方公里32人。